# Литвиново (Крестецкий район)
Литвиново — деревня в Крестецком районе Новгородской области, располагается вдоль Федеральной автомобильной дороги М-10 «Россия» (Москва — Санкт-Петербург), к востоку от Великого Новгорода. Деревня разделена на две части рекой Холова. В 0,3 км расположена деревня Переезд, где осуществлялась закупка продовольствия населением Литвиново (на территории деревни отсутствовали магазины). Вблизи деревни проходила линия Октябрьской железной дороги (была построена в 1905 г.) на ветке от станции Валдай на линии Бологое — Дно. Полотно линии частично расхищено, поэтому движение по железной дороге в данный момент невозможно. Рельеф относится к Валдайской возвышенности. Эти места всегда были знамениты лесами.
150 лет назад (примерно 1855 год), строилась дорога от Санкт-Петербурга до Москвы через село Старое Рахино . После войны деревня Литвиново входила в состав совхоза «Амосовский». Основным направлением совхоза являлось мясное скотоводство, откорм крупного рогатого скота и свиней. В связи с этим развивалась и кормовая база. Под посевами было занято 3000 га пашни, в том числе под кормовыми культурами- 1800 га, под зерновыми-1000 га, под картофелем −200 га. Были построены медпункт, библиотека, клуб, велось строительство жилья для работников и специалистов совхоза. В феврале 1993 года совхоз «Амосовский» был реорганизован. В 2010 году численность населения деревни Литвиново составляла 57 человек.